# Нивелон дьо Керзи
Нивелон дьо Керзи (на френски: Nivelon de Quierzy, de Cherisy) е римокатолически духовник, соасонски епископ (1176 – 1207), папски легат в армията на кръстоносците от Четвъртия кръстоносен поход (1202 – 1204), солунски архиепископ (1206 – 1207).

## Биография
Роден е във Франция в аристократично семейство в Керзи, от което произлизат много висши духовници като соасонският епископ Жак дьо Базош (1219 – 1242). Нивелон е обявен за соасонски епископ на 9 август 1176 година. В следващата 1177 година Нивелон дьо Керзи започва строежа на Соасонската катедрала. В 1179 година участва в Третия латерански събор. След това ръководи преговорите между Филип II Огюст и Филип Швабски с цел евентуален съюз срещу Ричард I и Ото IV.
От 1202 година Нивелон дьо Керзи взима участие в Четвъртия кръстоносен поход. Заедно с епископа на Халберщад Конрад фон Кросиг, Нивелон е най-висшият духовник в кампанията. След превземането на Зара заминава за Рим. След завладяването на Константинопол той е сред избралите на 16 май 1204 в „Света София“ Балдуин I за първи император на Латинската империя. По това време Нивелон придобива в Константинопол някои реликви, които пренася във Франция – две парчета от Светия кръст, трън от трънения венец, парче плат, за което се предполага, че е използвано от Христос на Тайната вечеря и други. След поражението от българите при битката при Одрин в 1205 година Нивелон дьо Керзи се завръща във Франция. Там се занимава с набирането на нови кръстоносци.
По-късно в същата 1205 година папа Инокентий III изпраща Нивелон в Солун. Там Нивелон става първи латински архиепископ на римокатолическата Солунска архиепархия, утвърден с писмо от папата на 10 декември 1206 година. В същото време с папско разрешение запазва соасонската си катедра.
Оглавява соасонската и солунската епархия до смъртта си на 14 септември 1207 година, като не е сигурно, че изобщо реално заема солунската. Умира в Бари от тежка болест по пътя на второто си пътуване за Леванта и е погребан в катедралната църква на града „Свети Николай“.